# درگیری‌های دیرالزور (۲۰۱۱–۲۰۱۴)
اعتراضات ضد حکومتی و درگیری‌های بین معترضان و مأموران دولتی از مارس ۲۰۱۱ در شهر دیرالزور سوریه آغاز شد. از این درگیری به عنوان یکی از عوامل آغاز و شدت گرفتن جنگ داخلی سوریه یاد می‌شود. درگیری بین معترضان و نیروهای حکومتی به صورت جدی از ژوئیه ۲۰۱۱ یعنی زمانی که نیروهای ارتش سوریه به منظور سرکوب اعتراضات وارد شهر شدند آغاز شد. تا اواخر سال ۲۰۱۲ معارضان موفق شدند کنترل اکثر مناطق شهر را در دست بگیرند.
از اواخر سال ۲۰۱۳ داعش رسماً وارد شهر شده بود و برسر تصرف آن با هر دو طرف می‌جنگید اما در فوریه ۲۰۱۴ از دیرالزور عقب‌نشینی کرد. آوریل ۲۰۱۴ بار دیگر نیروهای داعش به دیرالزور حمله کردند و طی عملیات گسترده‌ای موفق به تصرف مناطق تحت کنترل معارضان شدند. پس از آن طی سالیان متمادی داعش با نیروهای دولت سوریه در دیرالزور وارد نبرد شد. طبق گزارش‌ها از آغاز درگیری در دیرالزور تا نوامبر ۲۰۱۶ حدود ۳٬۰۰۰ نفر از معارضان و ۲٬۵۰۰ از حامیان دولت در این شهر کشته شده‌اند.

## گاهشمار درگیری‌ها

### ژوئیه ۲۰۱۱ تا می ۲۰۱۲
۳۱ ژوئیه ۲۰۱۱ مصادف با شب آغاز ماه رمضان، ارتش سوریه جهت سرکوب اعتراضات ضد حکومتی به سمت شهرهای معترض به راه افتاد که یکی از این شهرها دیرالزور بود.
تا ۱۳ اوت ۲۰۱۱ حدود ۸۹ نفر از معترضان دیرالزور در این شهر به دست نیروهای حکومتی کشته شدند.
۱۷ اوت ۲۰۱۱ پس از برقراری آرامش نسبی در شهر تانک‌های ارتش مرکز این شهر را به سمت پایگاه‌های خارج از شهر ترک کردند و خبرنگاران نیز به صورت محدود و تحت نظر پلیس شهر اجازه گزارش گرفتن از شهر را به دست آوردند.
۳۰ آوریل ۲۰۱۲ طی حمله معارضان به یکی از پایگاه‌های ارتش در شهر ۱۲ سرباز کشته شدند نیروهای ارتش نیز مواضع معارضان را هدف آتش خمپاره قرار دادند که بر اثر آن یک غیرنظامی کشته و یک مدرسه تخریب شد.